# 김동현 (1980년)
김동현(한국 한자: 金東眩, 1980년 8월 17일 ~ )은 대한민국의 축구 선수이며, 포지션은 미드필더이다.